# Los Altos de Chiapas
Los Altos de Chiapas es una de las regiones del estado de Chiapas en México con una gran diversidad étnica; la mayor parte de su población es blanca y mestiza, e indígena rural.
Los Altos de Chiapas incluye 17 municipios: Aldama, Amatenango del Valle, Chalchihuitán, Chamula, Chanal, Chenalhó, Huixtán, San Andrés Larráinzar, Mitontic, Oxchuc, Pantelhó, San Cristóbal de las Casas, San Juan Cancuc, Santiago el Pinar, Tenejapa, Teopisca y Zinacantán.

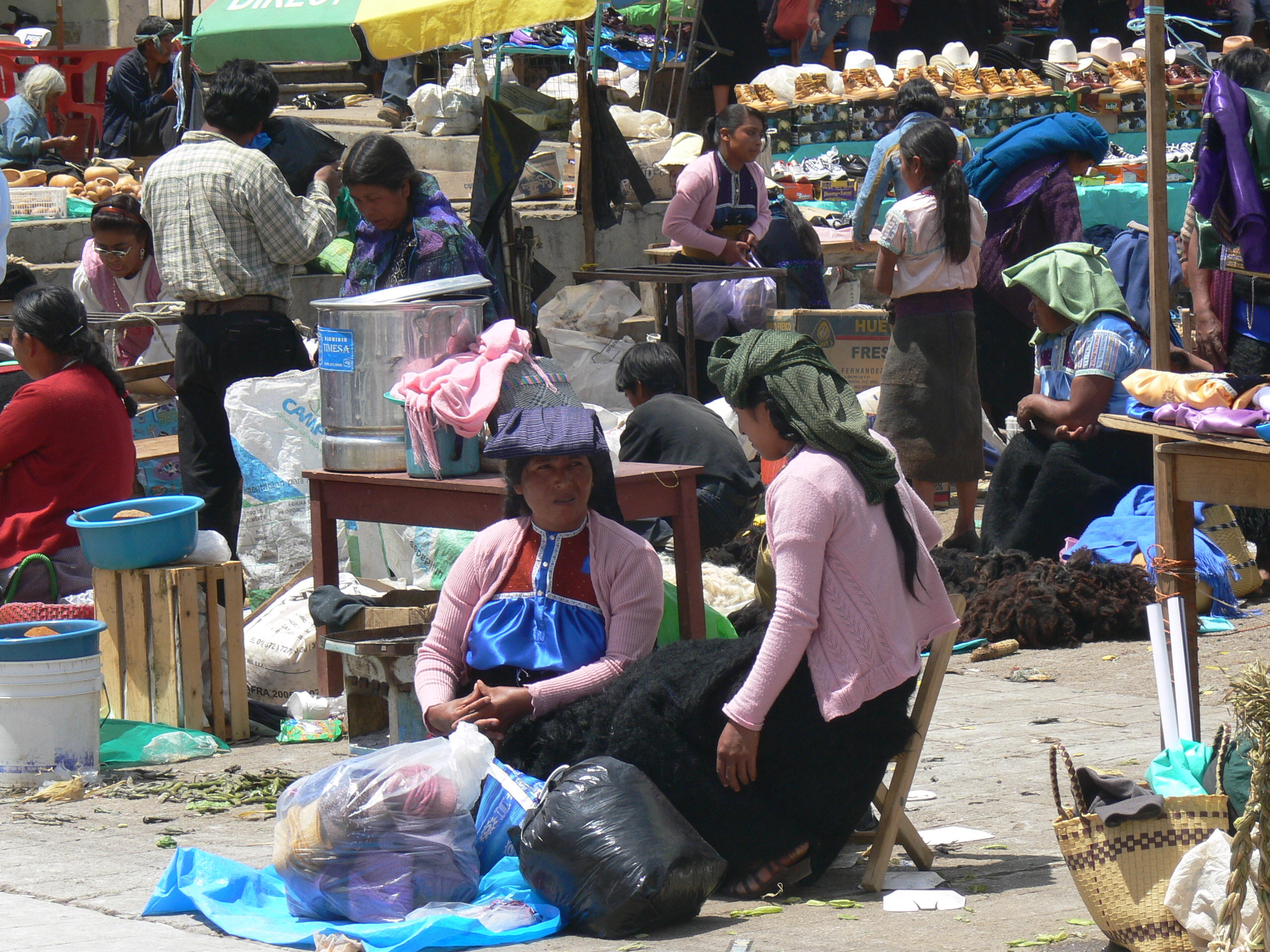
Mercado indígena de los Altos de Chiapas

Tiene una extensión territorial de 3,717.08 km². Los dos grupos étnicos que predominan son las etnias tsotsil y tseltal; además, cohabitan blancos que eran mayoría, mestizos y algunos extranjeros. La capital regional de Los Altos de Chiapas es la ciudad de San Cristóbal de las Casas, que muchos antropólogos consideran una metrópoli latina, con alta población de inmigrantes indígenas, mexicanos y extranjeros. La región cuenta con dos grupos étnicos sobresalientes: tsotsil y tseltal, y siguen conservando sus costumbres y tradiciones, mismas que dan sustento a su cultura e identidad.
Los Altos de Chiapas es eminentemente mestiza. Su economía se basa en la agricultura de temporal, en la ganadería y en el turismo. Presenta alturas que llegan a los 3000 m s. n. m. y también es una de las zonas con mayor índice de emigración, marginación y pobreza extrema.

## Medio físico
Su fisiografía presenta elevaciones naturales de valles y selvas que le dan los rasgos que conforman la región. Algunas de las principales elevaciones son: el Cerro Tzontehuitz, a 2880 m s. n. m.; el Cerro Bolones, a 2,750 m s. n. m.; el Cerro El Extranjero, a 2,740 m s. n. m.; el Cerro Subida del Caracol, a 2,720 m s. n. m.; el Cerro Huitepec, a 2,700 m s. n. m.; el Cerro Mitzitón, a 2640 m s. n. m.; el Cerro Cruz Carreta, a 2,620 m s. n. m.; el Cerro Grande, a 2600 m s. n. m.; el Cerro El Cagual, a 7 2,580 m s. n. m.; el Cerro Agua de Pajarito, a 2,540 m s. n. m.; el Cerro Cenizo, a 2,540 m s. n. m., y el Cerro Pandoja, a 2,500 m s. n. m.
Las características edafológicas de la región muestran su gran riqueza y diversidad natural, pues cuenta con suelos de diferentes tipos; destacan los suelos acrisol, feozem, litosol, planosol, rendzina, cleyzol, fluvisol, luisol, regosol y la zona urbana. 
En la región, existen básicamente dos sistemas de topoformas, y destacan los sistemas: sierra alta de laderas tendidas y meseta escalonada, con un 75.08% y un 10.13%, respectivamente, del territorio regional.
Su vegetación es de alta montaña, y abundan allí: el pino, el encino, el oyamel y el ocote. Su clima es templado, con lluvias en verano.

## Ubicación
Sus coordenadas geográficas son: 16.716667N,-92.616667W, y colinda con las siguientes regiones.
| Noroeste: Los Bosques   | Norte: Los Bosques | Nordeste: Tulijá         |
| Oeste: Los Bosques      |                    | Este: Lacandona          |
| Suroeste: Metropolitana | Sur: Los Llanos    | Sureste: Meseta Comiteca |